# Kolenboer

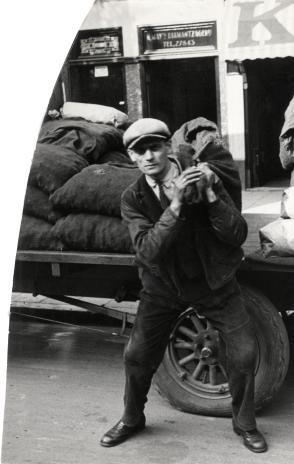
Kolenboer in 1932

Een kolenboer was iemand die in vroeger tijden kolen (steenkool) verkocht als brandstof voor kachel of fornuis. De kolen werden per mud verkocht in kolenzakken. Ze werden aan huis bezorgd en door de kolenboer in de kelder of het kolenhok gestort. Klein behuisden konden ook kleinere hoeveelheden verpakt in stevige papieren zakken aanschaffen. Bij het dragen van de zakken gebruikte de kolenboer meestal een muts met aan de achterkant een lange lap die zijn rug bedekte of een jutezak, gevouwen als een capuchon. De kleding, het gezicht en de handen van een kolenboer waren meestal al gauw pikzwart van het kolengruis.
De zakken met kolen waren erg zwaar, wat maakte dat vele kolenboeren o.a. last kregen van versleten nekwervels. Er werden jutezakken gebruikt van een half mud. De steenkool bestond uit meer of minder grote, ongelijke brokstukken. Een volle zak woog ongeveer 35-37 kg.
De kolen werden gewoonlijk met paard en wagen rondgebracht en na 1945 vaak met een vrachtwagen.
Toen veel huishoudens overgingen op een petroleumkachel, ging de kolenboer ook petroleum leveren en werd zo ook olieboer. Na de komst van het aardgas, na 1963, verdween geleidelijk het beroep van kolenboer.